# Platysenta mobilis
Platysenta mobilis là một loài bướm đêm trong họ Noctuidae.